# Nossa Senhora das Graças
Nossa Senhora das Graças é uma invocação especial pela qual é conhecida a Santíssima Virgem Maria, também invocada com a mesma intenção sob o nome de Nossa Senhora da Medalha Milagrosa e Nossa Senhora Medianeira de Todas as Graças.
Precede as aparições marianas ocorridas em La Salette, em Lourdes, em Fátima e em Campinas.

## Aparições marianas
Esta invocação está relacionada a duas aparições da Virgem Maria a Santa Catarina Labouré, então uma noviça da Congregação das Filhas da Caridade de São Vicente de Paulo em Paris, França, no século XIX.
A primeira aparição aconteceu na noite da festa de São Vicente de Paulo, dia 19 de julho de 1830, quando a Madre Superiora de Catarina pregou às noviças sobre as virtudes de seu santo fundador, dando a cada uma um fragmento de sua sobrepeliz. Catarina então orou devotamente ao santo patrono para que ela pudesse ver com seus próprios olhos a Mãe de Deus, e convenceu-se de que seria atendida naquela mesma noite.

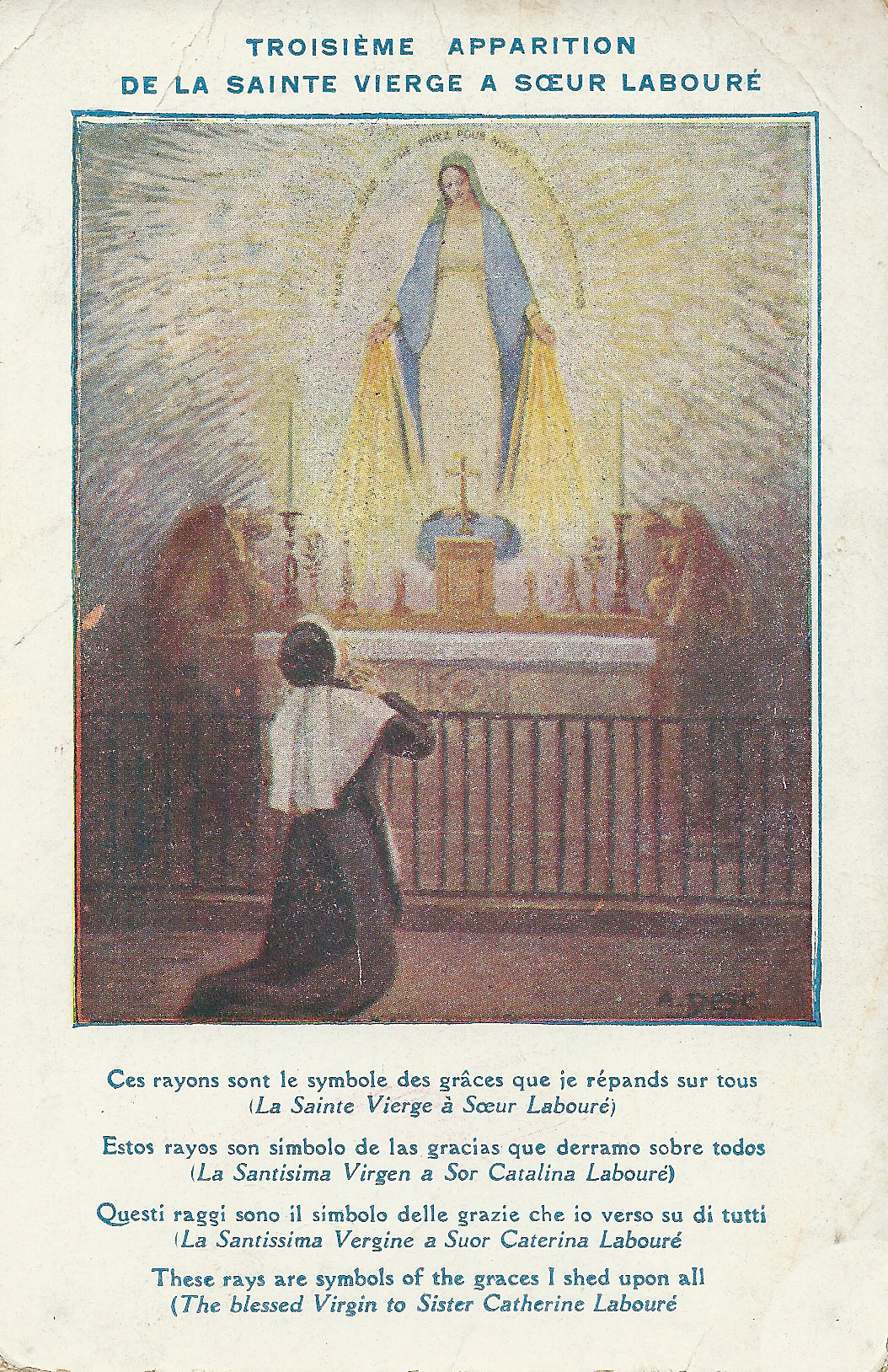
A aparição de Nossa Senhora das Graças a Santa Catarina Labouré.

Indo ao leito, adormeceu, e antes que tivesse passado muito tempo foi despertada por uma luz brilhante e uma voz infantil que dizia: "Irmã Labouré, vem à capela; a Virgem Maria te aguarda". Mas ela replicou: "Seremos descobertas!". A voz angélica respondeu: "Não te preocupes, já é tarde, todos dormem... vem, estou à tua espera". Catarina então levantou-se depressa e dirigiu-se à capela, que estava aberta e toda iluminada. Ajoelhou-se junto ao altar e logo viu a Virgem sentada na cadeira da superiora, rodeada por um esplendor de luz. A voz continuou: "A Santíssima Virgem Maria deseja falar-te". Catarina adiantou-se e ajoelhou-se aos pés da Virgem, colocando suas mãos sobre seu regaço, e Maria lhe disse:

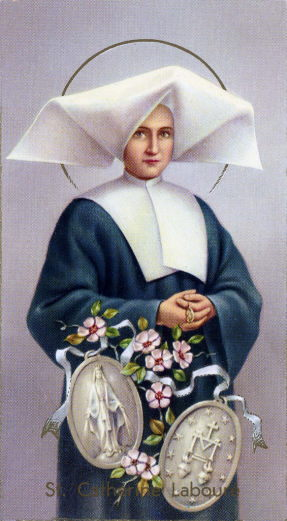
Santa Catarina Labouré.

"Deus deseja te encarregar de uma missão. Tu encontrarás oposição, mas não temas, terás a graça de poder fazer todo o necessário. Conta tudo a teu confessor. Os tempos estão difíceis para a França e para o mundo. Vai ao pé do altar, graças serão derramadas sobre todos, grandes e pequenos, e especialmente sobre os que as buscarem. Terás a proteção de Deus e de São Vicente, e meus olhos estarão sempre sobre ti. Haverá muitas perseguições, a cruz será tratada com desprezo, será derrubada e o sangue correrá". Depois de falar por mais algum tempo, a Virgem desapareceu. Guiada pelo anjinho, Catarina deixou a capela e voltou para sua cela.
Catarina continuou sua rotina junto das Irmãs da Caridade até o Advento. Em 27 de novembro de 1830, no final da tarde, Catarina dirigiu-se à capela com as outras irmãs para as orações vespertinas. Erguendo seus olhos para o altar, ela viu novamente a Virgem Maria sobre um grande globo, segurando um globo menor onde estava inscrita a palavra "França". Ela explicou que o globo simbolizava todo o mundo, mas especialmente a França, e os tempos seriam duros para os pobres e para os refugiados das muitas guerras da época.
Então a visão modificou-se e a Virgem Maria apareceu com os braços estendidos e dedos ornados por anéis que irradiavam luz coloridos e raios de luz brancos e rodeada por uma frase que dizia: "Oh Maria, concebida sem pecado, rogai por nós que recorremos a vós". Desta vez a Santíssima Virgem deu instruções diretas: "Faz cunhar uma medalha onde apareça minha imagem como a vês agora. Todos os que a usarem receberão grandes graças". Catarina perguntou por que alguns anéis não irradiavam luz, e soube que era pelas graças que não eram pedidas. Então Maria voltou-lhe as costas e mostrou como deveria ser o desenho a ser impresso no verso da medalha. Catarina também perguntou como deveria proceder para que a ordem fosse cumprida. A Virgem Maria disse que ela procurasse a ajuda de seu confessor, o padre Jean Marie Aladel.
De início o padre Jean não acreditou no que Catarina lhe contou, mas depois de dois anos de cuidadosa observação do proceder da Irmã Catarina ele finalmente dirigiu-se ao arcebispo, que ordenou a cunhagem de duas mil medalhas, ocorrida em 20 de junho de 1832. Desde então a devoção a esta medalha, sob a invocação de Nossa Senhora das Graças da Medalha Milagrosa, não cessou de crescer. Catarina nunca divulgou as aparições, salvo pouco antes da morte, autorizada pela própria Maria Imaculada.

### No Brasil
Segundo crê-se, a Virgem Maria teria aparecido sob o título de Nossa Senhora das Graças, à duas videntes, Maria da Luz (que, posteriormente, adotou o nome Adélia por ocasião de sua entrada na vida religiosa) e Maria da Conceição, que, à época dos fatos, eram adolescentes pobres e de pouca instrução. Estes eventos tornaram-se célebres pelo rigor com os quais foram apurados pelo Padre Joseph Kehrle (a comunicação era escrita em latim e grego e transmitida por crianças analfabetas), bem como pelo conteúdo da mensagem que a Virgem Maria teria transmitido às videntes, alertando-as acerca da iminência do flagelo do comunismo, com o qual o Brasil seria mortalmente castigado. 
Este conjunto de manifestações marianas ocorridas em 1936 e 1937 no vilarejo de Cimbres, parte do município pernambucano de Pesqueira, foram denominados de Aparições de Cimbres.

## Invocação

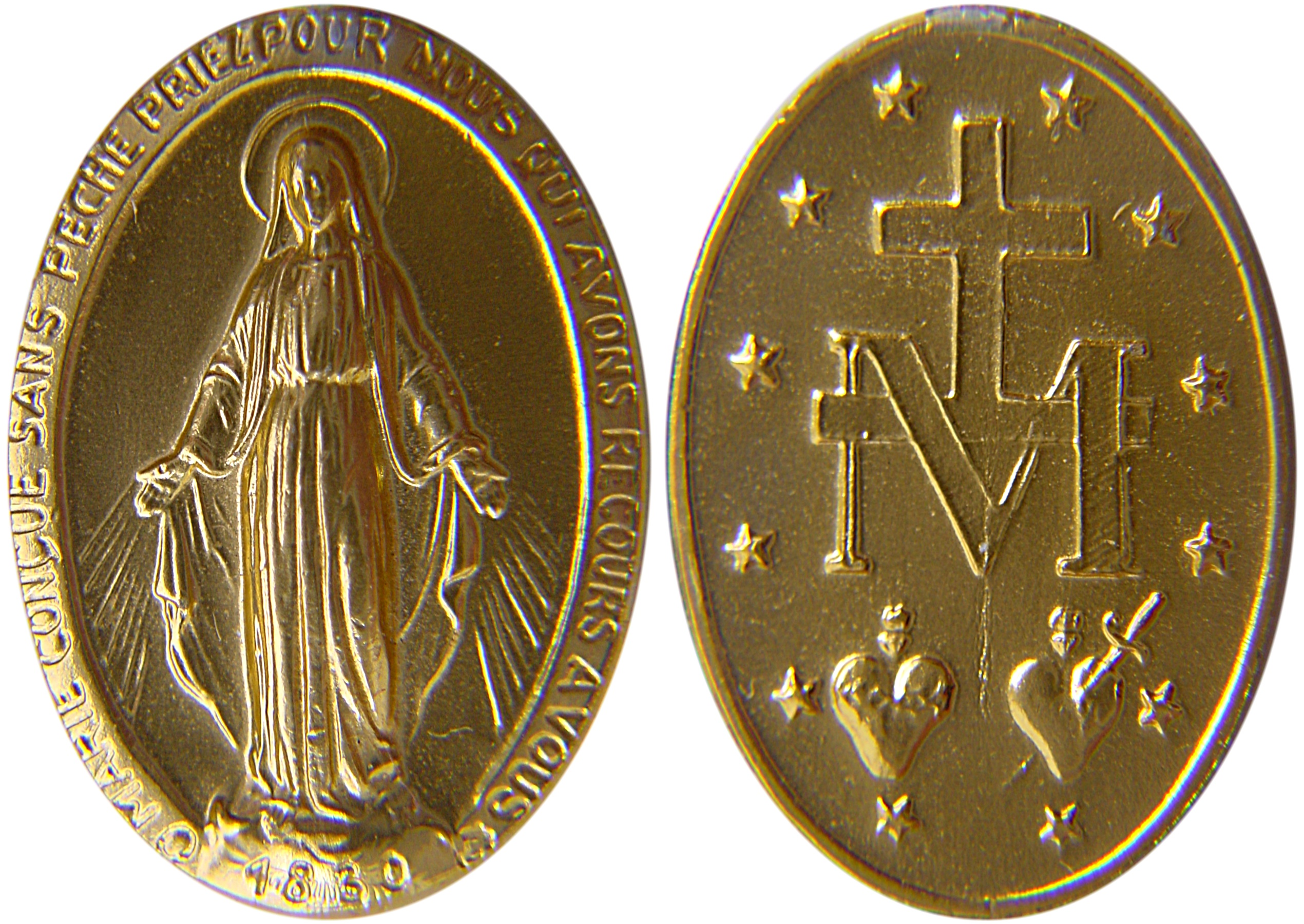
A Medalha Milagrosa de Nossa Senhora das Graças.

A própria medalha contém as palavras por que a Santa Mãe de Deus quis ser invocada:
Ó Maria concebida sem pecado, rogai por nós que recorremos a Vós.
Essa inscrição já sintetiza boa parte da mensagem que a Virgem Mãe revelou: a Imaculada Conceição, pela primeira vez objeto de revelação particular, em 1858 ratificada em Lourdes, e transformada em dogma pelo papa Pio IX, com a bula Ineffabilis Deus, e a mediação da Mãe de Deus junto ao seu Divino Filho. Usar essa invocação, portanto, significa acreditar que a Virgem das virgens é a Medianeira Imaculada.
A Virgem Maria prometeu conceder grandes graças a quem usar a sua medalha revelada a Santa Catarina Labouré.

### Simbolismo da Medalha Milagrosa
- A serpente: Maria aparece esmagando a cabeça da serpente. A mulher que esmaga a cabeça da serpente, que é o demônio, já estava predita na Bíblia, no livro do Gênesis: "Porei inimizade entre ti e a mulher... Ela te esmagará a cabeça e tu procurarás, em vão, morder-lhe o calcanhar". Deus declara iniciada a luta entre o bem e o mal. Essa luta é vencida por Jesus Cristo, o "novo Adão", juntamente com Maria, a co-redentora, a "nova Eva". É em Maria que se cumpre essa sentença de Deus: a mulher finalmente esmaga a cabeça da serpente, para que não mais a morte pudesse escravizar os homens.
- Os raios: Simbolizam as graças que Nossa Senhora derrama sobre os seus devotos. A Santa Igreja, por isso, a chama Tesoureira de Deus.
- As 12 estrelas: Correspondem aos doze apóstolos e representam a Igreja. Simbolizam as 12 tribos de Israel. Maria Santíssima também é saudada como "Estrela do Mar" na oração Ave, Stella Maris.
- O coração cercado de espinhos: É o Sagrado Coração de Jesus. Foi a Virgem Maria quem o gerou em Seu ventre. Nosso Senhor prometeu a Santa Margarida Maria Alacoque a graça da vida eterna aos devotos do seu Sagrado Coração, que simboliza o seu infinito e ilimitado Amor.
- O coração transpassado por uma espada: É o Imaculado Coração de Maria, inseparável ao de Jesus: mesmo nas horas difíceis de Sua Paixão e Morte na Cruz, Ela estava lá, compartilhando da Sua dor, sendo a nossa co-redentora.
- O M: Significa Maria. Esse M sustenta o travessão e a Cruz, que representam o calvário. Essa simbologia indica a íntima ligação de Maria e Jesus na história da salvação.
- O travessão e a Cruz: Simbolizam o calvário. Para a doutrina católica, a Santa Missa é a perpetuação do sacrifício do Calvário, portanto, ressaltam a importância do Sacrifício Eucarístico na vida do cristão.

## Oração
Ó Imaculada Virgem Mãe de Deus e nossa Mãe, ao contemplar-vos de braços abertos derramando graças sobre os que vo-las pedem, cheios de confiança na vossa poderosa intercessão, inúmeras vezes manifestada pela Medalha Milagrosa, embora reconhecendo a nossa indignidade por causa de nossas inúmeras culpas, acercamo-nos de vossos pés para vos expôr, durante esta oração, as nossas mais prementes necessidades (momento de silêncio e de pedir a graça desejada). 

Concedei, pois, ó Virgem da Medalha Milagrosa, este favor que confiantes vos solicitamos, para maior Glória de Deus, engrandecimento do vosso nome, e o bem de nossas almas. E para melhor servirmos ao vosso Divino Filho, inspirai-nos profundo ódio ao pecado e dai-nos coragem de nos afirmar sempre como verdadeiros cristãos. Amém.

## Padroeira
No dia 30 de dezembro de 1936, Turquinho estava dirigindo em uma ronda noturna na Rio-Petrópolis quando pensou ter atropelado uma mulher que atravessava a rodovia distraida. Quando voltou para prestar socorro, a rodovia estava deserta, e no local estava uma medalha com a imagem de uma santa no local. Neste dia, ele jurou criar a maior força policial do brasil. Mais tarde, a santa foi identificada como a Nossa Senhora da Medalha Milagrosa. Turquinho carregou a medalha consigo até o fim da vida, e, em 2004, ela virou a padroeira da Polícia Rodoviária Federal.